# El Portal (Kalifornija)
El Portal je naseljeno područje za statističke svrhe u američkoj saveznoj državi Kalifornija. Prema popisu stanovništva iz 2010. u njemu je živjelo 474 stanovnika.